# 格特魯德·貝爾
格特魯德·瑪格麗特·羅蒂安·貝爾，CBE（英語：Gertrude Margaret Lowthian Bell，1868年7月14日—1926年7月12日），又譯戈楚·貝爾，生於英格蘭達勒姆郡，英國作家、探險家、考古學家與政府行政官員。大英帝國對當時大敘利亞、美索不達米亞、小亞細亞及阿拉伯地區的外交政策，很大程度受到她的影響。她與托马斯·爱德华·劳伦斯（阿拉伯的勞倫斯），一同協助建立哈希姆家族在約旦與伊拉克的勢力，塑造了今日中東地區的政治版圖。
她推動了伊拉克在1932年建國，成為獨立國家。

## 生平
1868年7月14日，格特魯德·貝爾出生於英格蘭達勒姆郡華盛頓新會堂（Washington New Hall）。她出生於一个大铁器制造商家庭，家境良好。貝爾的個性聰明絕頂、精力充沛，對學術充滿熱情，勇於冒險患難。
1886年，貝爾进入牛津大学，成为牛津历史上第一个获得一等学位的女性。貝爾满身的学究气，于是她开始学习波斯语，并于1892年去了她的叔父出任大使的伊朗。在伊朗，她写了第一本游记，翻译了波斯诗人哈菲兹的诗集，并与一位英国外交官亨利·凱·杜根坠入了爱河，亨利帶領她認識沙漠，開啟了她對沙漠的熱愛。但其父以亨利嗜賭、不穩重等理由反對兩人成婚，使得貝爾只能黯然回國。在八個月試圖說服父親的過程中，傳來亨利不慎墜入冰冷河水感染肺炎病逝的消息。
1926年7月12日，服下過量安眠藥自殺身亡。